# 安大略404號省道
安大略404號省道（英語：Ontario Highway 404），正式名稱為國王404號公路（King's Highway 404），是加拿大安大略省一條南北向400系列高速公路，南端在該省省會多倫多與401號公路和當河谷園林公路（DVP）交匯，北至約克區東貴林伯里，中途在萬錦與407號公路交匯。
此公路緊接在DVP開通後動工，首期介乎DVP和士刁士路的路段於1977年通車，介乎士刁士路和紐馬克特的路段在往後12年間陸續開通，而往北延至現有終點雷文殊道（Ravenshoe Road）的路段則於2014年9月17日完工通車。

## 走線

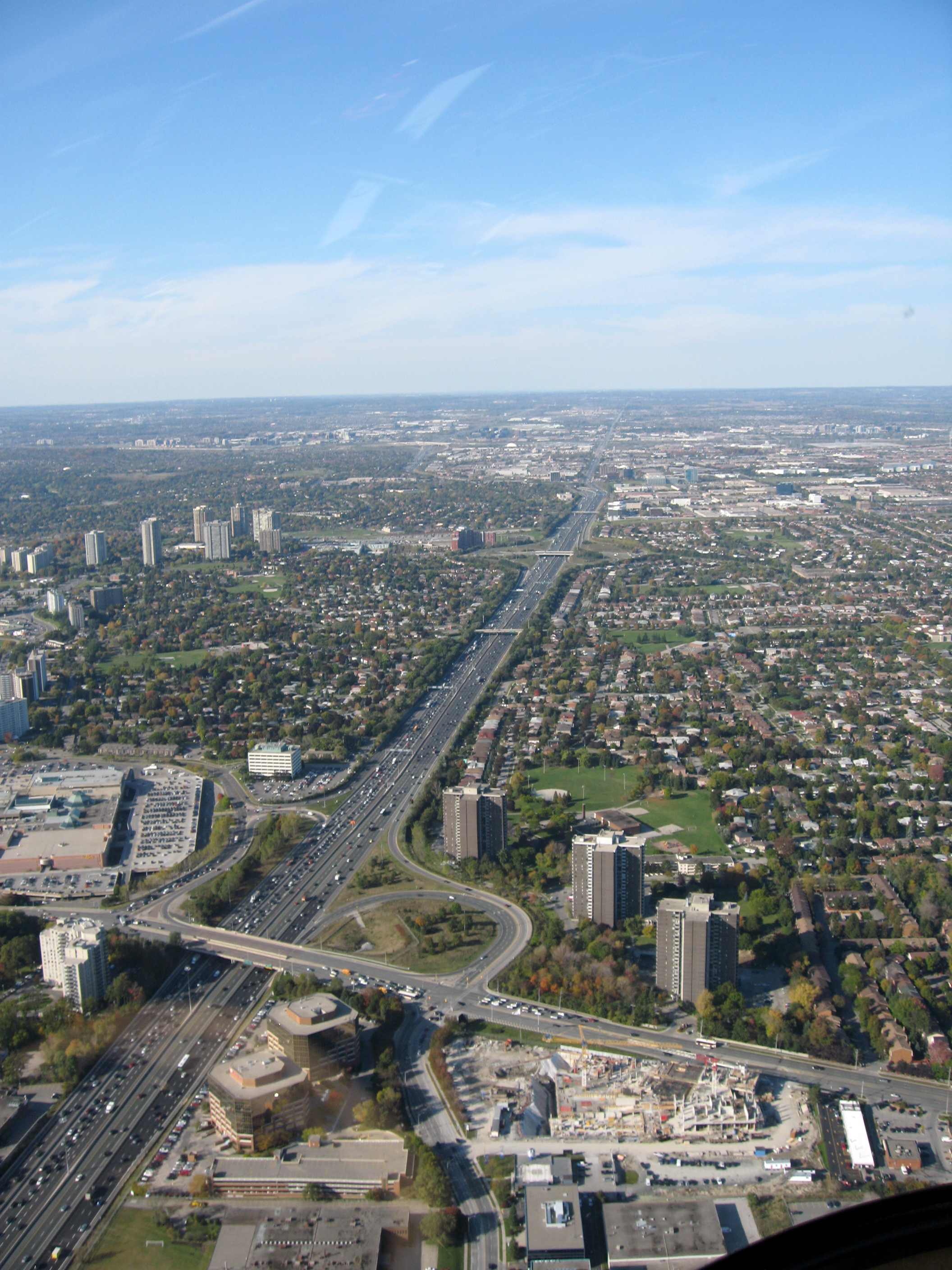
404號公路在南端與401號公路和當河谷園林公路交匯後，先途經雪柏路交匯處（畫面下方）再往北伸延

404號公路的走線離同為南北向的400號公路以東約15（9.3英里），全長50.1（31.1英里），南起401號公路，北至東貴林伯里活拜路（Woodbine Avenue）和雷文殊道的交界處以南，沿途有16個交匯處。404號公路的出口編號則由17號開始，以顯示其與當河谷園林公路（DVP）的連貫性。
DVP兩條北行線在404號公路南端與一條來自401號公路東行短途線的行車線匯合，三線縮窄至兩線後再與一條來自西行401號公路的行車線匯合，成為404號公路的外側北行線，後與雪柏路交匯。另有兩條來自東行401號公路的行車線成為404號公路的内側北行線，但以護欄與上述行車線分隔，不能通往雪柏路。
南行線同在DVP/401號公路以北以護欄分隔：内側行車線只通往DVP南行線，而外側行車線則通往DVP南行線、401號公路西行短途及長途線、以及雪柏路出口。位於内側的共乘車輛專線則可通往DVP南行線，並透過穿越其他南行線之下的專用隧道通往401號公路西行短途線。
404號公路自此沿舊有活拜路的走線往北延，在士刁士路一帶往西北方向拐，經過此交匯處繼續往北伸延。此段404號公路來回方向各有6條行車線，合計共12線行車，當中來回各一線為共乘車輛專線。
404號公路穿越士刁士路後進入約克區萬錦市，先後與407號公路和7號公路交匯，而共乘車輛專線亦於7號公路交匯處改為普通行車線。公路在7號公路以北縮窄至來回各四線行車，而在16大道以北更縮窄至來回各三線行車。沿途建築密度不斷下降，公路更於19大道以北進入農業地段。公路在奧羅拉外圍的約克區15號區道交匯處再縮窄至來回各兩線行車，並維持此格局至目前的北端終點，在雷文殊道以南與活拜路以交通燈平交。

## 歷史

### 早期工程
在高速公路時代來臨之前，連接多倫多和安省北部的交通主要途經11號公路。為了舒緩11號公路沿線的交通，省政府於20世紀中期計劃在該公路以東修建一條平行的南北向高速公路。省政府於1954年率先將48號公路從波爾斯特港（Port Bolster）南延至士嘉堡與多倫多繞道（即401號公路）交匯，並計劃日後將之改建成雙程分隔道路，沿錫姆科湖東岸北延至奧里利亞或格雷文赫斯特與11號公路交匯。然而，因應大多倫多市政府計劃沿活拜路的走線興建當河谷園林公路（DVP），省政府於1950年代末放棄上述項目，並改為從401號公路和DVP的交匯處起，沿活拜路走線往北修建404號公路。
安省公路廳於1960年12月13日正式對外公佈404號公路的走線。設計工序於1973年展開，首份工程合約於1976年初批出，而首期工程則於同年3月展開，當中包括從雪柏路至士刁士路修建來回六條行車線、在芬治路修建交匯處、以及在麥瀝高大道和范康大道修建天橋。404號公路首期介乎401號公路和士刁士路的路段於1977年末開通。介乎士刁士路和7號公路路段的工程合約則於1976年批出，並於1978年11月10日通車。下一階段往斯托維爾道（Stouffville Road）的路段於1980年12月9日開通，來回共四線行車。
斯托維爾道以北的404號公路北延路段於1981年5月15日動工。然而，該項目的環境評估報告當時尚未完成，運輸廳因此被控違反剛獲通過的《環境評估法案》；運輸廳則稱404號公路北延工程在該法案生效前便已展開，因此不應受該法案規管。時任運輸廳長斯諾（James Snow）被控違反該法案，最終繳付了3500元罰款。介乎斯托維爾道和布盧明頓道（Bloomington Road）的路段於1982年8月10日開通，而介乎布盧明頓道和奧羅拉橫道（Aurora Sideroad）的路段則於1985年9月通車。

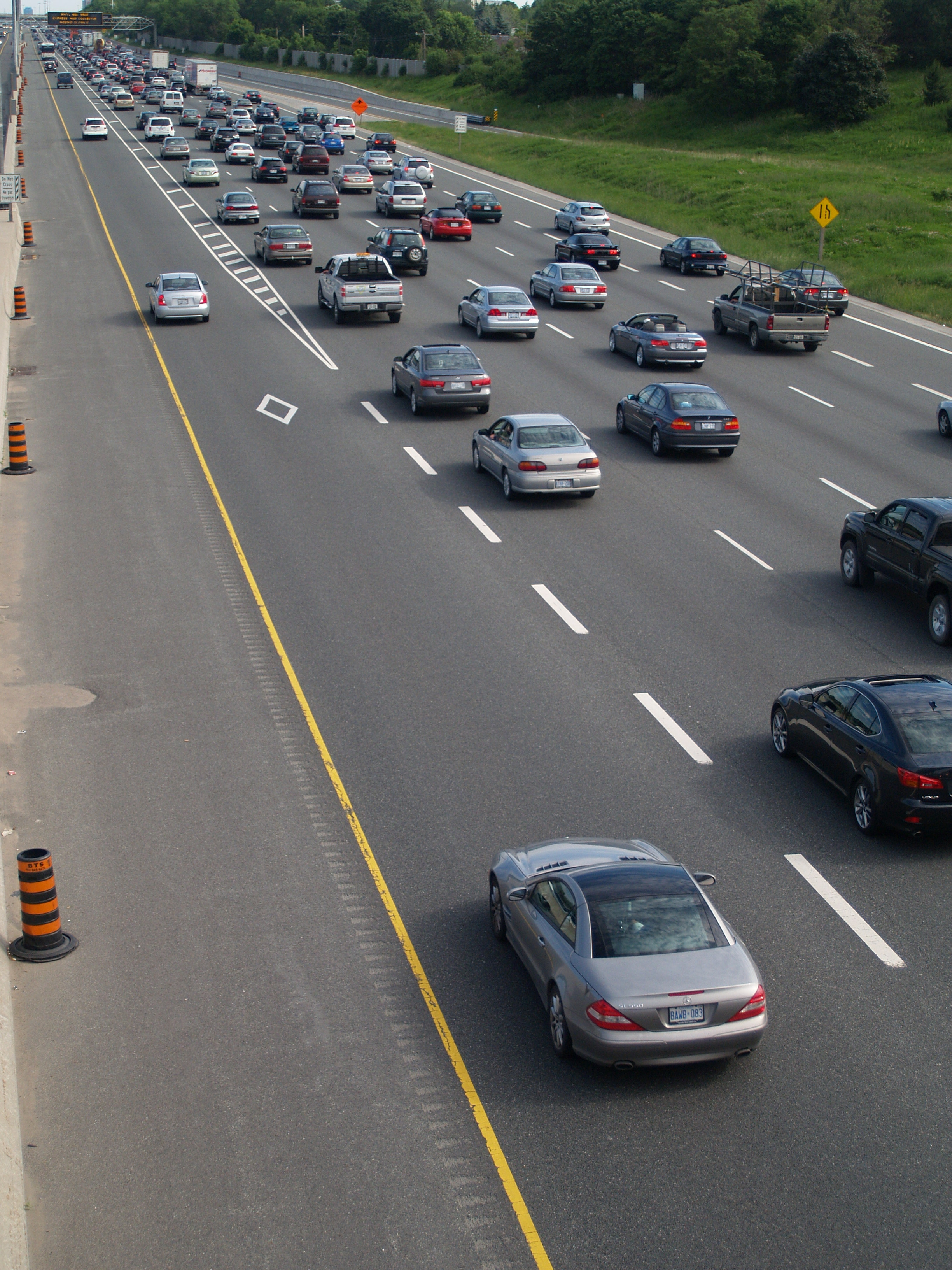
從芬治大道交匯處觀望404號公路南行線，左側為共乘車輛專線

介乎奧羅拉橫道和爹核士徑（Davis Drive），長6.5（4.0英里）的路段於1986年初動工，並於1989年10月24日通車。此路段耗資2210萬元興建，而自1973年起合計的工程開支則達8330萬元。

### 擴建
省運輸廳於1998年初宣佈計劃擴濶介乎401號和7號公路之間的404號公路。首期項目將來回方向行車線之間的草坪分隔帶改建為來回方向各一條快線，並以護欄分隔。第二期項目則在401號公路和士刁士路之間增設來回方向各一條慢線，令該路段從六線擴濶至十線行車。介乎7號公路和麥健時少校徑（Major Mackenzie Drive）的路段則於1999年擴濶至六線行車。
1998年6月23日，時任安省運輸廳長甘禮明（Tony Clement）與約克區政府達成協議分階段在該區擴建404號公路，而運輸廳則於2000年8月28日正式公佈此項目。項目分為三份合約：首份合約涵蓋將麥健時少校徑和布盧明頓道之間的中央草坪分隔帶改建為來回方向各一條快線，而第二份合約則涵蓋在布盧明頓道和奧羅拉側道之間增設來回方向各一條快線。該兩合約工程於2001年夏季展開，並於同年12月完成。第三份合約則涵蓋在戴維斯徑和箕璉里（Green Lane）之間新建來回四線行車的路段；工程於2000年9月展開，並於2002年2月8日完成。
404號公路於16大道的交匯處於2003年6月19日開通，而從404號公路南行快線通往401號公路西行短途線的交流道則於2004年初動工。404號公路南行快線改建成共乘車輛專線後於2005年12月13日重開；當局其後動工將北行快線改建成共乘車輛專線，2007年7月23日開通。
安省運輸廳於2006年5月16日宣佈將404號公路北延15公里，從箕璉里伸延至敬誠以南的雷文殊道。沿線數座立交橋已於2008年至2009年間完成，而當局於2011年已清理及平整沿線地段。延線耗資9900萬元，原定於2012年12月15日開通，但因工程出現阻滯而押後至2014年9月17日才通車。

## 未來發展
當局長遠計劃將404號公路沿錫姆科湖南岸往東伸延，並在新德蘭（Sunderland）和比佛頓（Beaverton）之間與12號公路交匯，當中兩條行車線由現有的48號公路改建而成。環保團體批評此項目只會加劇多倫多市區往北伸延的現象。

## 出口列表
下列為404號公路沿綫的出入口，排序從南至北。
| 地方行政區              | 城鎮                                        | 公里 | 出口編號 | 目的地                                                     | 附註               |
| ----------------------- | ------------------------------------------- | ---- | -------- | ---------------------------------------------------------- | ------------------ |
| 往南駁上 當河谷園林公路 |                                             |      |          |                                                            |                    |
| 多倫多                  | 多倫多                                      | 0.5  | 17       | 401號省道                                                  |                    |
| 多倫多                  | 多倫多                                      | 1.4  | 18       | 雪柏路 /                                                   |                    |
| 多倫多                  | 多倫多                                      | 3.5  | 20       | 芬治路 /                                                   |                    |
| 多倫多/約克區界線       | 多倫多/萬錦界線                             | 5.7  | 22       | 士刁士路 / · 約克8號區道 （活拜大道 / ）                   |                    |
| 約克區                  | 萬錦                                        | 8.9  | 25       | 407號省道                                                  |                    |
| 約克區                  | 萬錦/列治文山界線                           | 9.8  | 27       | 約克7號區道 （7號公路 / ）                                 | 前安大略7號省道    |
| 約克區                  | 萬錦/列治文山界線                           | 11.8 | 29       | 約克73號區道 （16大道 / ）                                 |                    |
| 約克區                  | 萬錦/列治文山界線                           | 13.8 | 31       | 約克25號區道 （麥健士少校徑 / ）                           |                    |
| 約克區                  | 萬錦/列治文山界線                           | 15.7 | 33       | 約克49號區道 （伊利近妙斯道 / ）                           |                    |
| 約克區                  | 懷特徹奇－斯托維爾/ 列治文山界線            | 20.1 | 37       | 約克14號區道 （斯托維爾道 / ）                             |                    |
| 約克區                  | 懷特徹奇－斯托維爾/ 列治文山/奧羅拉界線     | 24.2 | 41       | 約克40號區道 （布盧明頓道 / ）                             |                    |
| 約克區                  | 懷特徹奇－斯托維爾/ 奧羅拉界線              | 28.4 | 45       | 約克15號區道 （威靈頓街 / ）                               |                    |
| 約克區                  | 懷特徹奇－斯托維爾/ 新市交界                | 32.4 | 49       | 約克74號區道 （姆洛徑 / ） · 約克74號區道 （維維安道 / ）  | 北行出口及南行入口 |
| 約克區                  | 懷特徹奇－斯托維爾/ 紐馬克特/東貴林伯里界線 | 34.5 | 51       | 約克31號區道 （戴維斯徑 / ）                               |                    |
| 約克區                  | 東貴林伯里                                  | 36.6 | 53       | 約克19號區道 （箕璉里 / ）                                 |                    |
| 約克區                  | 東貴林伯里                                  |      | 59       | 約克77號區道 （昆斯維爾側道 / ）                           |                    |
| 約克區                  | 東貴林伯里                                  | 50.1 | 65       | 約克8號區道 （活拜大道 / ） · 約克32號區道 （雷文殊道 / ） |                    |

## 外部連結
- 404號公路走線（谷歌地圖）